# 다릭

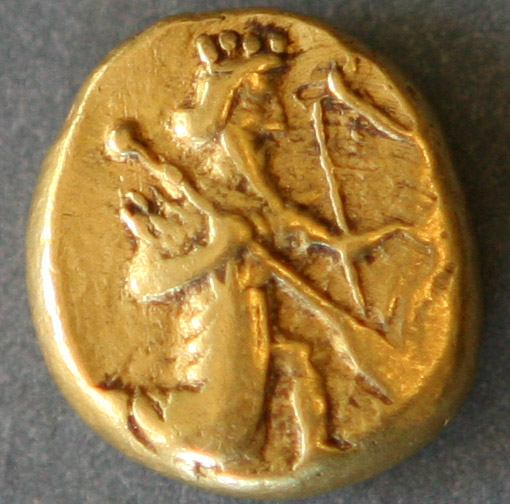
Type IIIb 아케메네스 다릭, c. 420 BC.

다릭(daric)은 비슷한 은화인 시글로스(siglos)와 함께 아케메네스 페르시아 제국의 바이메탈 통화 기준을 나타내는 금화였다.